# Lars Hansen (politiker)
 Der er flere personer med dette navn, se Lars Hansen.
Lars Hansen (født 2. april 1803, død 8. marts 1895) var en dansk gårdmand og politiker.
Han var arvefæstegårdmand til Bækketoftegård i Bjælkerup. Fra 1848 til 1849 deltog han i Den Grundlovgivende Rigsforsamling som valgt af Præstø Amts 1. Valgkreds (Store Heddinge). I 1852 blev Lars Hansen desuden valgt til Folketinget, hvor han sad til 1866. Han tilhørte Bondevennernes Selskab.